# 罗希文
罗希文（1945年—2012年7月27日），中国中医典籍研究与英译专家，中国社会科学院哲学研究所研究员，中国社会科学院荣誉学部委员。